# Orło (gmina)
Orło (od 1973 Małkinia Górna) – dawna gmina wiejska istniejąca w latach 1868–1954 w woj. białostockim/woj. warszawskim (dzisiejsze woj. mazowieckie). Nazwa gminy pochodzi od wsi Orło, lecz siedzibą władz gminy była Małkinia Górna.
Gmina powstała w Królestwie Polskim w 1868 roku w powiecie ostrowskim w guberni łomżyńskiej, z części obszaru zniesionej gminy Nagoszewo. 19 maja?/31 maja 1870 do gminy przyłączono pozbawiony praw miejskich Brok, odłączony ponownie jako miasto, wraz z wsiami Brok Poduchowny i Czuraj, 1 marca 1922. 1 stycznia 1925 do Broku z gminy Orło włączono Tartowiznę i folwark Brok.
Przez większą część okresu międzywojennego gmina Orło należała do powiatu ostrowskiego w woj. białostockim. 1 kwietnia 1939 roku gminę Orło wraz z całym powiatem ostrowskim przyłączono do woj. warszawskiego.
Po wojnie gmina zachowała przynależność administracyjną. 1 lipca 1952 roku gmina była podzielona na 22 gromady. Gmina została zniesiona 29 września 1954 roku wraz z reformą wprowadzającą gromady w miejsce gmin. Jednostki nie przywrócono 1 stycznia 1973 roku po reaktywowaniu gmin, utworzono natomiast jej terytorialny odpowiednik, gminę Małkinia Górna (zwiększony o obszar lewobrzeżnej gminy Prostyń).